# Pietro Algeri
Pietro Algeri (nascido em 2 de outubro de 1950) é um ex-ciclista italiano. Representou a Itália nos 4 000 m perseguição por equipes durante os Jogos Olímpicos de Munique 1972.
É irmão do também ciclista olímpico Vittorio Algeri.